# Pterolophia speciosa
Pterolophia speciosa là một loài bọ cánh cứng trong họ Cerambycidae.